# Dictyosiphon
Genre
Synonymes
- Coilonema Areschoug, 1872[2]
- Gobia Reinke, 1889[2]

Dictyosiphon est un genre d'algues brunes de la famille des Chordariaceae.

## Liste d'espèces
Selon AlgaeBase (14 août 2017) :
- Dictyosiphon chordaria Areschoug
- Dictyosiphon ekmanii Areschoug
- Dictyosiphon filiformis (Foslie) De Toni
- Dictyosiphon finmarkicum Foslie (Sans vérification)
- Dictyosiphon foeniculaceus (Hudson) Greville (espèce type)
- Dictyosiphon hirsutus (Skottsberg) P.M.Pedersen
- Dictyosiphon laminariae (Lyngbye) J.E.Gray (Sans vérification)
- Dictyosiphon macounii Farlow
- Dictyosiphon ramellosus (J.Agardh) Trevisan (Sans vérification)
- Dictyosiphon sinicola Gardner
- Dictyosiphon tasmanicus Sonder (Sans vérification)
- Dictyosiphon tenuis Setchell & N.L.Gardner

Selon ITIS (14 août 2017) :
- Dictyosiphon ekmanii
- Dictyosiphon foeniculaceus
- Dictyosiphon hippuroides
- Dictyosiphon hispidus
- Dictyosiphon sinicola
- Dictyosiphon tenuis

Selon World Register of Marine Species (14 août 2017) :
- Dictyosiphon chordaria Areschoug, 1847
- Dictyosiphon chordarius
- Dictyosiphon ekmanii Areschoug, 1875
- Dictyosiphon filiformis (Foslie) De Toni, 1895
- Dictyosiphon finmarkicum Foslie
- Dictyosiphon flaccidus
- Dictyosiphon foeniculaceus (Hudson) Greville, 1830
- Dictyosiphon hirsutus (Skottsberg) P.M.Pedersen, 1984
- Dictyosiphon laminariae (Lyngbye) J.E.Gray
- Dictyosiphon macounii Farlow, 1889
- Dictyosiphon ramellosus (J.Agardh) Trevisan
- Dictyosiphon sinicola Gardner, 1940
- Dictyosiphon tasmanicus Sonder
- Dictyosiphon tenuis Setchell & N.L.Gardner, 1922